# Geocrinia laevis
A Geocrinia laevis a kétéltűek (Amphibia) osztályának békák (Anura) rendjébe, a Myobatrachidae családba, azon belül a Geocrinia nembe tartozó faj.

## Előfordulása
Ausztrália endemikus faja. Victoria állam délnyugati részén és Dél-Ausztráliában, valamint Tasmania jelentős részén megtalálható. Populációjának sűrűsége Dél-Ausztráliában kisebb. Elterjedési területének mérete körülbelül 77 400 km².

## Megjelenése
Kis termetű békafaj, testhossza elérheti a 35 mm-t. Háta világosbarna-szürke, sötétszürke, vörösbarna vagy barna, néha apró sötétebb vagy narancssárga foltokkal. Orra hegyétől a szem mögé barna csík húzódik. A hasa fehér, barna pöttyökkel, a hímnek torka sárga. Pupillája vízszintes elhelyezkedésű, a szivárványhártya aranyszínű. A lábakon néha vízszintes barna sávok láthatók. Ujjai között nincs úszóhártya, ujjai végén nincsenek korongok. A fiatal egyedek hasa fekete, fémes kék foltokkal.

## Életmódja
Késő nyár végén és ősszel szaporodik. A hímek a földről, nedves lombok és fűcsomók között, általában víz közelében, alacsonyan fekvő, később elárasztott területeken hívogatják a nőstényeket. A petéket vastag füzérben rakja le a szárazföldön, nedves talajba, növényzetbe vagy levélhulladékba. Az ebihalak testhossza elérheti a 3 cm-t, barna színűek. Gyakran a víztestek alján maradnak, és körülbelül 5 hónapig tart, amíg békává fejlődnek.

## Természetvédelmi helyzete
A vörös lista a nem fenyegetett fajok között tartja nyilván. Populációja stabil, több védett területen is megtalálható.